# Миронов, Сергей Николаевич
Серге́й Никола́евич Миро́нов (род. 13 марта 1988, Новгород) — российский футболист, полузащитник.

## Биография
Родился в Новгороде. Учился в гимназии «Исток». Начал заниматься футболом в 11-летнем возрасте в СДЮШОР № 2. В 2003 году переехал в Санкт-Петербург, где поступил в СДЮШОР «Смена».

### Клубная карьера
Зимой 2005 года был заявлен за «Зенит» для участия в чемпионате России. 11 марта в матче со сверстниками из московского «Динамо» (0:0) дебютировал за «молодёжку» «Зенита». По итогам сезона 2005 команда стала обладателем бронзовых медалей Турнира дублёров. Всего за молодёжную команду Миронов сыграл в 66 матчах, в которых забил один гол.
В начале 2008 года был на просмотрах в «Спортакадемклубе», иркутской «Звезде» и краснодарской «Кубани». Затем уехал в Эстонию, где двухмесячное арендное соглашение с ним подписал клуб «ТП-47» из Торнио, вместе с которым позже Миронов дошёл до четвертьфинала Кубка Эстонии. Летом того же года побывал на просмотре в болгарских «Славии», «Левски» и ЦСКА, но по разным причинам контракта ни с одним из клубов подписано не было. Затем отправился на просмотр в команду «Сливен», с которым в итоге и заключил арендное соглашение.
В 2009 году перешёл в только что образованную «Смену-Зенит», из второго дивизиона, зоне «Запад», где стал капитаном. По итогам первенства 2009 команда заняла 16 место, после чего прекратила своё существование. Зимой 2010 года Миронов отправился на просмотр в вологодское «Динамо», с которым в итоге и заключил контракт. В команду он перешёл вместе со своими партнёрами по «Смене-Зенит» Антоном Арсеньевым и Олегом Бабенковым.
В феврале 2011 года было объявлено о переходе Миронова в эстонский «Калев» Силламяэ, выступающий в Мейстрилиге. Дебютировал за клуб 5 марта в игре с «Курессааре» (1:1). Первый гол в чемпионате Эстонии забил 23 июля, в ворота «Таммеки».
Зимой 2012 года вернулся в Россию, где подписал контракт с «Уфой». Дебютировал в составе клуба 24 апреля в матче с «Октаном» (2:0). Летом покинул команду, после чего отправился на просмотр в курский «Авангард», с которым позже заключил контракт. 16 июля, в матче чемпионата с «Металлургом» Выкса (4:1), дебютировал в составе команды.
В начале 2013 года подписал контракт с командой «Питер». Летом 2014 года подписал контракт с петербургским «Динамо». За него он выступал в ФНЛ. В феврале 2016 года стал игроком ивановского «Текстильщика». С лета 2017 года играл за «Спартак-Нальчик».

### В сборных
В период с 2003 по 2006 год выступал за юношеские сборные России до 17 и 19 лет, в составе которых сыграл на различных турнирах. С 2004 по 2005 год был капитаном сборной до 17 лет.

## Достижения
- Бронзовый призёр Турнира дублёров (1): 2005